# Trip
Un'esperienza o alterazione psichedelica, chiamata anche col termine di origine anglosassone trip (che tradotto letteralmente in italiano significa «viaggio»), indica specificamente una modificazione dello stato di coscienza psico-fisico dovuta all'assunzione di sostanze allucinogene, in particolare psichedelici come LSD, mescalina, DMT e psilocibina. In italiano è spesso usata l'espressione in acido.

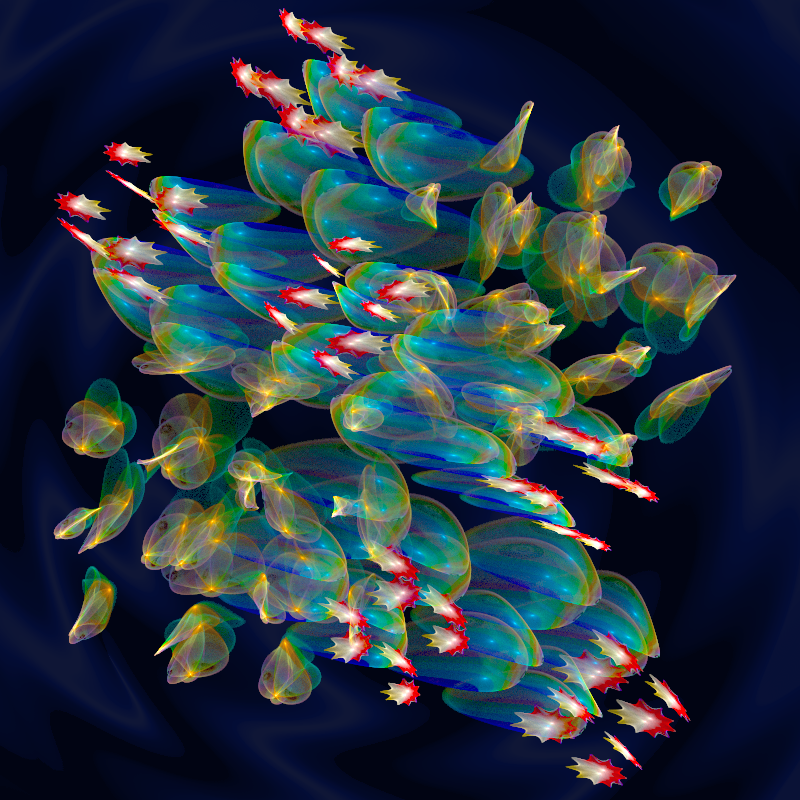
Arte ispirata ad esperienze psichedeliche.

Con l'aggiunta dell'aggettivo bad (bad trip), si indicano in specifico le esperienze psicofisiche definibili come negative o spiacevoli per il soggetto, causate da "set" o "setting" errati. Nel gergo italiano di strada, la parola "trip" indica anche un blotter di LSD. 

## Descrizione
Gli effetti delle sostanze psichedeliche sono molteplici e a volte, essendo dipendenti da set e setting, imprevisti. Le reazioni di soggetti inesperti durante il trip possono essere pericolose sia per la propria incolumità sia per quella degli altri. Gli effetti della sostanza o sostanze sull'individuo dipendono anche dalle condizioni fisiche e psichiche del soggetto (set), dal luogo e contesto in cui la si assume (setting), dalla quantità e qualità della stessa e dalla eventuale tolleranza del soggetto a quella data sostanza. Anche i contesti culturali possono portare a esperienze diverse, interpretazioni diverse e diverse modi di mettere le esperienze in parole.

### Bad trip
Si parla di bad trip (cattivo viaggio) quando si ha a che fare con una esperienza di notevole disagio e di panico derivante dall'assunzione delle suddette sostanze psicoattive in contesti non rassicuranti o in condizioni psicologiche negative, con l'effetto di amplificare tali sensazioni. Le conseguenze non sono da sottovalutare in quanto potrebbero dar vita ad una crisi psichica e maturare la necessità di un trattamento psicologico. Il set – le condizioni interiori – e il setting – il luogo, il contesto, le persone con cui si è – sono infatti fattori determinanti nella qualità e nelle caratteristiche di un'esperienza psichedelica, e se non vengono adeguatamente curati sopravviene la probabilità di avere un bad trip.

## La scala Shulgin
Alexander Shulgin propose la seguente scala del grado d'intensità.
- Livello (-) o Meno

Livello definito comunemente "baseline": nessun effetto riscontrato dall'assunzione di una sostanza.
- Livello (+/-) o Più-Meno

Stato di "allerta". Lieve alterazione della "baseline" non necessariamente dovuta all'assunzione di una sostanza (possibile placebo). I primi blandi effetti percepibili in questo livello sono comunque facilmente controllabili e controvertibili.
- Livello (+) o Più-Uno

Lo stato di "allerta" evolve verso una condizione di alterazione inequivocabile e quantificabile in termini di durata ma non di natura.
- Livello (++) o Più-Due

Alterazione incontrovertibile e quantificabile sia in termini di tempo e di natura (si possono descrivere perfettamente gli effetti visivi o tattili o emotivi). Permane la capacità di autocontrollarsi, benché il soggetto tenda ad evitare di essere deviato dall'esperienza.
- Livello (+++) o Più-Tre

Totale coinvolgimento nell'esperienza e incapacità di ignorare o controllare gli effetti della sostanza. Permane quasi del tutto l'integrità delle capacità cognitive.
- Livello (++++) o Più-Quattro

Condizione di trascendenza, definibile anche come "esperienza di picco", "esperienza mistica". Non è semplicemente un livello superiore agli altri in termini di scala, quanto piuttosto una condizione indipendente e non comparabile quantitativamente. Questo stato non dipende dal tipo di sostanza (o dal tipo di tecnica o di processo) né dalla quantità assunta e non è provocabile volontariamente né ripetibile a piacimento. Questo tipo di esperienza non solo trascende le capacità cognitive individuali, trascende anche la percezione della condizione umana.